# Campeonato Sanmarinense 2018-19
El Campeonato Sanmarinense 2018-19 fue la edición número 34 del Campeonato Sanmarinense de fútbol. La temporada comenzó el 21 de septiembre de 2018 y terminó el 25 de mayo de 2019. Tre Penne conquistó su cuarto título tras ganar en la final al La Fiorita por un marcador de 3-1.

## Equipos temporada 2018-19
| Club                | Ciudad         |
| ------------------- | -------------- |
| AC Juvenes/Dogana   | Serravalle     |
| AC Libertas         | Borgo Maggiore |
| FC Domagnano        | Domagnano      |
| FC Fiorentino       | Fiorentino     |
| SC Faetano          | Faetano        |
| S.P. Cailungo       | Borgo Maggiore |
| SP La Fiorita       | Montegiardino  |
| SP Tre Fiori        | Fiorentino     |
| SP Tre Penne        | Serravalle     |
| SS Cosmos           | Serravalle     |
| SS Folgore/Falciano | Serravalle     |
| SS Murata           | San Marino     |
| SS Pennarossa       | Chiesanuova    |
| SS San Giovanni     | Borgo Maggiore |
| SS Virtus           | Acquaviva      |

## Fase regular
Actualizado el 3 de febrero de 2019.

### Primera fase

#### Grupo A
| Pos. | Equipo         | Pts. | PJ | PG | PE | PP | GF | GC | DG  |                         |
| ---- | -------------- | ---- | -- | -- | -- | -- | -- | -- | --- | ----------------------- |
| 1    | Tre Fiori      | 18   | 7  | 6  | 0  | 1  | 21 | 8  | +13 | Clasificado al grupo Q1 |
| 2    | Folgore        | 16   | 7  | 5  | 1  | 1  | 18 | 5  | +13 | Clasificado al grupo Q1 |
| 3    | Pennarossa     | 12   | 7  | 4  | 0  | 3  | 9  | 11 | -2  | Clasificado al grupo Q1 |
| 4    | Murata         | 11   | 7  | 3  | 2  | 2  | 11 | 12 | -1  | Clasificado al grupo Q1 |
| 5    | Juvenes/Dogana | 10   | 7  | 3  | 1  | 3  | 12 | 11 | +1  | Clasificado al grupo Q2 |
| 6    | Tre Penne      | 9    | 7  | 3  | 0  | 4  | 19 | 9  | +10 | Clasificado al grupo Q2 |
| 7    | San Giovanni   | 3    | 7  | 0  | 3  | 4  | 2  | 16 | -14 | Clasificado al grupo Q2 |
| 8    | Virtus         | 1    | 7  | 0  | 1  | 6  | 4  | 24 | -20 | Clasificado al grupo Q2 |

#### Grupo B
| Pos. | Equipo     | Pts. | PJ | PG | PE | PP | GF | GC | DG  |                         |
| ---- | ---------- | ---- | -- | -- | -- | -- | -- | -- | --- | ----------------------- |
| 1    | La Fiorita | 16   | 6  | 5  | 1  | 0  | 14 | 4  | +10 | Clasificado al grupo Q1 |
| 2    | Domagnano  | 13   | 6  | 4  | 1  | 1  | 8  | 3  | +5  | Clasificado al grupo Q1 |
| 3    | Fiorentino | 12   | 6  | 3  | 3  | 0  | 11 | 6  | +5  | Clasificado al grupo Q1 |
| 4    | Libertas   | 8    | 6  | 2  | 2  | 2  | 9  | 11 | -2  | Clasificado al grupo Q1 |
| 5    | Cailungo   | 6    | 6  | 2  | 0  | 4  | 7  | 9  | -2  | Clasificado al grupo Q2 |
| 6    | Cosmos     | 4    | 6  | 1  | 1  | 4  | 9  | 14 | -5  | Clasificado al grupo Q2 |
| 7    | Faetano    | 0    | 6  | 0  | 0  | 6  | 2  | 13 | -11 | Clasificado al grupo Q2 |

## Resultados
|                | CAI | COS | DOM | FAE | FIO | FOL | J/D | LFI | LIB | MUR | PEN | SGI | TFI | TPE | VIR |
| -------------- | --- | --- | --- | --- | --- | --- | --- | --- | --- | --- | --- | --- | --- | --- | --- |
| Cailungo       | -   | 2–1 | 1–3 |     | 0–1 |     |     |     |     |     |     |     |     |     |     |
| Cosmos         |     | -   | 1–3 |     |     |     |     | 0–4 | 3–3 |     |     |     |     |     |     |
| Domagnano      |     |     | -   | 1–0 | 0–0 |     |     |     | 1–0 |     |     |     |     |     |     |
| Faetano        | 1–3 | 0–4 |     | -   |     |     |     | 0–1 |     |     |     |     |     |     |     |
| Fiorentino     |     | 2–0 |     | 3–1 | -   |     |     | 2–2 |     |     |     |     |     |     |     |
| Folgore        |     |     |     |     |     | -   | 2–1 |     |     |     | 3–0 | 0–0 |     | 3–0 |     |
| Juvenes/Dogana |     |     |     |     |     |     | -   |     |     | 2–2 | 3–0 | 4–1 |     |     | 1–0 |
| La Fiorita     | 2–1 |     | 1–0 |     |     |     |     | -   | 4–1 |     |     |     |     |     |     |
| Libertas       | 1–0 |     |     | 1–0 | 3–3 |     |     |     | -   |     |     |     |     |     |     |
| Murata         |     |     |     |     |     | 1–7 |     |     |     | -   |     |     | 3–1 |     | 4–0 |
| Pennarossa     |     |     |     |     |     |     |     |     |     | 2–0 | -   |     | 1–3 | 3–2 |     |
| San Giovanni   |     |     |     |     |     |     |     |     |     | 0–0 | 0–1 | -   | 0–5 |     |     |
| Tre Fiori      |     |     |     |     |     | 2–0 | 3–1 |     |     |     |     |     | -   | 2–1 | 5–2 |
| Tre Penne      |     |     |     |     |     |     | 3–0 |     |     | 0–1 |     | 5–0 |     | -   |     |
| Virtus         |     |     |     |     |     | 1–3 |     |     |     |     | 0–2 | 1–1 |     | 0–8 | -   |

## Segunda fase

#### Grupo Q1
| Pos. | Equipo           | Pts. | PJ | PG | PE | PP | GF | GC | DG  |                         |
| ---- | ---------------- | ---- | -- | -- | -- | -- | -- | -- | --- | ----------------------- |
| 1    | La Fiorita       | 37   | 14 | 12 | 1  | 1  | 48 | 10 | +38 | Play-offs de campeonato |
| 2    | SP Tre Fiori     | 22   | 14 | 6  | 4  | 4  | 32 | 23 | +9  | Play-offs de campeonato |
| 3    | Folgore/Falciano | 22   | 14 | 6  | 4  | 4  | 23 | 20 | +3  | Play-offs de campeonato |
| 4    | Libertas         | 15   | 14 | 3  | 6  | 5  | 23 | 23 | 0   | Play-offs de campeonato |
| 5    | FC Fiorentino    | 15   | 14 | 3  | 6  | 5  | 20 | 24 | -4  | Play-offs de campeonato |
| 6    | Murata           | 15   | 14 | 4  | 3  | 7  | 12 | 30 | -18 | Play-offs de campeonato |
| 7    | Pennarossa       | 14   | 14 | 4  | 2  | 8  | 13 | 27 | -14 |                         |
| 8    | Domagnano        | 13   | 14 | 3  | 4  | 7  | 21 | 35 | -14 |                         |

#### Grupo Q2
| Pos. | Equipo         | Pts. | PJ | PG | PE | PP | GF | GC | DG  |                         |
| ---- | -------------- | ---- | -- | -- | -- | -- | -- | -- | --- | ----------------------- |
| 1    | Tre Penne      | 34   | 12 | 11 | 1  | 0  | 34 | 6  | +28 | Play-offs de campeonato |
| 2    | Juvenes/Dogana | 22   | 12 | 6  | 4  | 2  | 27 | 14 | +13 | play-off.               |
| 3    | Cosmos         | 18   | 12 | 5  | 3  | 4  | 13 | 14 | -1  | play-off.               |
| 4    | Faetano        | 17   | 12 | 5  | 2  | 5  | 24 | 17 | +7  |                         |
| 5    | Cailungo       | 17   | 12 | 4  | 5  | 3  | 18 | 21 | -3  |                         |
| 6    | San Giovanni   | 8    | 12 | 2  | 2  | 8  | 6  | 22 | -16 |                         |
| 7    | Virtus         | 1    | 12 | 0  | 1  | 11 | 9  | 37 | -28 |                         |

#### Play–off
| 3 de abril de 2019, 20:45 | Juvenes/Dogana                                 | 3:1 (1:0) | Cosmos         | Stadio Fonte dell'Ovo, San Marino |                        |
|                           | - Sorrentino 25' - Cavalli 59' - Gasperoni 82' | Reporte   | - 68' Caminero | Árbitro(s): Andrea Mei            | Árbitro(s): Andrea Mei |

## Resultados
|                | CAI | COS | DOM | FAE | FIO | FOL | J/D | LFI | LIB | MUR | PEN | SGI | TFI | TPE | VIR |
| -------------- | --- | --- | --- | --- | --- | --- | --- | --- | --- | --- | --- | --- | --- | --- | --- |
| Cailungo       | -   | 0–0 |     | 2–1 |     |     | 2–2 |     |     |     |     | 1–0 |     | 0–3 | 3–2 |
| Cosmos         | 1–1 | -   |     | 1–0 |     |     | 0–2 |     |     |     |     | 5–1 |     | 0–2 | 2–0 |
| Domagnano      |     |     | -   |     | 2–1 | 2–2 |     | 2–4 | 2–2 | 0–1 | 2–3 |     | 2–2 |     |     |
| Faetano        | 3–2 | 1–1 |     | -   |     |     | 1–2 |     |     |     |     | 1–0 |     | 0–2 | 5–0 |
| Fiorentino     |     |     | 2–0 |     | -   | 2–3 |     | 0–2 | 2–2 | 0–3 | 1–1 |     | 2–2 |     |     |
| Folgore        |     |     | 3–4 |     | 1–1 | -   |     | 1–2 | 3–2 | 0–0 | 1–0 |     | 3–2 |     |     |
| Juvenes/Dogana | 1–1 | 3–1 |     | 3–3 |     |     | -   |     |     |     |     | 2–0 |     | 0–0 | 7–1 |
| La Fiorita     |     |     | 4–0 |     | 5–2 | 2–1 |     | -   | 2–0 | 3–0 | 7–1 |     | 4–1 |     |     |
| Libertas       |     |     | 3–3 |     | 1–1 | 0–1 |     | 1–1 | -   | 3–1 | 3–0 |     | 2–2 |     |     |
| Murata         |     |     | 2–3 |     | 0–2 | 0–0 |     | 0–9 | 2–1 | -   | 1–0 |     | 0–3 |     |     |
| Pennarossa     |     |     | 2–0 |     | 0–2 | 3–1 |     | 1–0 | 1–3 | 1–1 | -   |     | 0–3 |     |     |
| San Giovanni   | 1–1 | 0–1 |     | 1–5 |     |     | 1–0 |     |     |     |     | -   |     | 0–3 | 0–0 |
| Tre Fiori      |     |     | 5–0 |     | 2–2 | 0–3 |     | 0–3 | 2–0 | 5–1 | 3–1 |     | -   |     |     |
| SP Tre Penne   | 5–2 | 4–0 |     | 2–1 |     |     | 2–1 |     |     |     |     | 3–1 |     | -   | 4–1 |
| Virtus         | 2–3 | 0–1 |     | 1–3 |     |     | 2–4 |     |     |     |     | 0–1 |     | 0–4 | -   |

## Play-offs de campeonato

#### Cuartos de final
Las Ida se jugaron del 25 al 28 de abril de 2019 y la vuelta se jugaron del 2 al 5 de mayo de 2019. 
| Equipo 1     | Agr. | Equipo 2         | Ida | Vuelta |
| ------------ | ---- | ---------------- | --- | ------ |
| La Fiorita   | 6–0  | Juvenes/Dogana   | 1–0 | 5–0    |
| Libertas     | 5–0  | Murata           | 1–0 | 4–0    |
| SP Tre Fiori | 3–1  | FC Fiorentino    | 2–1 | 1–0    |
| Tre Penne    | 2–1  | Folgore/Falciano | 1–0 | 1–1    |

#### Semifinales
Las ida se jugaron el 11 y 12 de mayo de 2019 y la vuelta se jugaron del 17 y 18 de mayo de 2019. 
| Equipo 1     | Agr. | Equipo 2  | Ida | Vuelta |
| ------------ | ---- | --------- | --- | ------ |
| La Fiorita   | 5–0  | Libertas  | 1–0 | 4–0    |
| SP Tre Fiori | 1–3  | Tre Penne | 0–1 | 1–2    |

#### Tercer y Cuarto Lugar
| 24 de mayo de 2019, 20:45 | Libertas        | 1:3 (0:2) | SP Tre Fiori                                 | Stadio Fonte dell'Ovo, San Marino |                  |
|                           | - Golinucci 67' | Reporte   | - 3' Apezteguía - 22' Compagno - 64' Bologna | Árbitro(s): [[]]                  | Árbitro(s): [[]] |

#### Final
| 25 de mayo de 2019, 20:45 | La Fiorita   | 1:3 (1:0) (t. s.) | Tre Penne                                            | Stadio Fonte dell'Ovo, San Marino |                          |
|                           | Chiurato 43' | Reporte           | - 90+2' Fraternali - 101' Angelini - 116' Marigliano | Árbitro(s): Luca Barbeno          | Árbitro(s): Luca Barbeno |

## Goleadores
| Pos. | Jugador         | Equipo         | Goles |
| ---- | --------------- | -------------- | ----- |
| 1    | Andrea Compagno | Tre Fiori      | 22    |
| 2    | Joel Apezteguía | Tre Fiori      | 16    |
|      | Imre Badalassi  | Folgore        | 15    |
| 4    | Nicolo Angelini | Domagnano      | 14    |
|      | Nicolo Gai      | Tre Penne      | 14    |
|      | Luca Sorrentino | Juvenes/Dogana | 14    |